# Stade Daknam
Le stade Daknam est un stade de football situé à Daknam, une entité de la ville de Lokeren, en Belgique. Il est le siège du KSC Lokeren, un club de football évoluant en première division. Le stade actuel comporte 12 000 places, mais pouvait en accueillir près de 18 000 au début des années 1980.

## Histoire

### Construction
Le stade est construit en 1956, et baptisé sobrement Stade municipal (Stedelijk Stadion en néerlandais). Il est à l'origine prévu comme une enceinte multi-sports, dans laquelle se déroulent non seulement des matches de football amateur, mais également des événements d'athlétisme et des courses de chiens. En ce temps-là, le stade se résume à une seule tribune de 600 à 700 places, toutes debout, le long du terrain. Le stade devient rapidement populaire sous le nom Daknamstadion, et il en devient ensuite le nom officiel. Après la fusion survenue en 1970 entre le Racing Club Lokeren et le Standaard FC Lokeren, le club s'installe au Daknam.

### Première grande rénovation
Le Daknam est complètement remis à neuf à partir de 1974, avec la modernisation de la vieille tribune latérale, ainsi que la construction de trois autres tribunes sur les trois autres côtés du terrain. Cette transformation porte la capacité totale du stade à environ 18 000 places. Lorsque le club rencontre le FC Barcelone en match retour des seizièmes de finale de la Coupe UEFA 1976-1977, le stade est néanmoins comble pour voir les waaslandiens remporter une victoire de prestige. Au début des années 1980, la tribune Est, comprenant un ensemble de bureaux sous les gradins, est achevée, marquant ainsi la fin des travaux de reconstruction du stade. Six ans plus tard, le 4 août 1986, une tornade arrache plus de la moitié de la toiture métallique de cette tribune Est, qui sera fermée le temps de réparer les dégâts.

### Deuxième grande rénovation
En 1997 débute une deuxième grande rénovation du Daknam. La tribune nord, où prennent habituellement place les supporters les plus fanatiques du KSC Lokeren, est pourvue d'un toit. Dans le même temps, les installations pour les joueurs, comme les vestiaires ou les douches, sont modernisées pour leur donner un maximum de confort. Cette première phase des travaux est terminée dans le courant de l'année 1998. La phase suivante débute en 2000, avec la rénovation de la façade du stade et de la tribune Est, ainsi que la construction de la salle de spectacle Laurenti sous la tribune. Il est également décidé de fermer, puis d'ensuite détruire, la tribune Sud en raison de sa vétusté. En outre, dans l'optique d'améliorer la sécurité dans les gradins et aux abords du stade, le club décide d'inverser les blocs réservés aux visiteurs avec ceux de leurs supporters. Cette manœuvre est fortement critiquée par les anciens supporters du club, réticents à ce changement.
Les travaux de rénovation sont terminés en 2003. Quelques semaines plus tard, le KSC Lokeren affronte Manchester City au premier tour de la Coupe UEFA, et doit construire à la hâte une tribune temporaire à l'emplacement de l'ancienne tribune Sud. Propriété de la ville jusqu'en 2005, le stade était la propriété de la ville de Lokeren, et est depuis lors celle du club. La surface du terrain est alors entièrement remplacée, pour se composer désormais d'un mélange de gazon naturel et de gazon artificiel, déjà utilisé dans certains grands stades d'Europe comme Anfield, le Kuip ou le Stade Louis-II. Les grillages le long du terrain sont également retirés durant l'été.

### Troisième grande rénovation
Depuis 2008, le club prévoit de faire agrandir le Daknam, notamment en reconstruisant une tribune de 1 760 places côté Sud, et en augmentant la capacité des trois tribunes existantes. En septembre 2011, le stade se voit passer à une capacité de 12500 places. Avec l'ajout d'une nouvelle tribune qui remplace les anciens panneaux publicitaire. la nouvelle tribune peut accueillir plus de 2750 personnes. Ce qui permet à Lokeren de pouvoir évoluer dans son enceinte pour les matchs Européens. Le stade est d'ailleurs certifié 4 étoiles UEFA.

## Disposition des tribunes
Le Stade Daknam est constitué de trois tribunes : la Tribune 1, côté est, comprend des loges VIP, des business seats, et des places assises (blocs « Honneur », A1 et A2). La Tribune 2, côté nord, est située derrière un goal et comprend des places debout à l'étage du bas (bloc 6) et assises à l'étage du haut (bloc 7), réservées aux supporters adverses. La Tribune 3, côté ouest, comprend également des places debout au bas (blocs 1, 2 et 3), et assises en haut (blocs B1, B2, C1, C2, D1 et D2). Il n'y a plus de tribune côté sud, occupé par des panneaux publicitaires et le marquoir du stade. Au total, le stade comporte 5 120 places assises et 4 440 places debout. Le prix des places varie de 10 à 20€ selon le bloc.

## Accessibilité
Le stade est situé dans le village de Daknam, près de la N70. On peut y accéder également en bus via la ligne De Lijn 71, reliant Saint-Nicolas à Lokeren, l'arrêt de bus le plus proche se trouvant à moins de 200 mètres du stade. La gare de Lokeren se trouve également à proximité du stade, accessible à pied depuis celle-ci.